# Перша португальська республіка
Перша португальська республіка (порт. Primeira República Portuguesa; 5 жовтня 1910 — 28 травня 1926) — 16-річний період в історії Португалії між революцією 1910 року і державним переворотом 1926.
Убивство короля 1908 року і посилення ролі республіканців в уряді країни призвели до зростання антикатолицьких, антимонархічних, ліберально-орієнтованих настроїв. Крах консервативних засад багатовікового Португальського королівства стався дуже швидко. У перші два роки існування республіки було проведено багато нових по-справжньому потрібних реформ: почалося розширення системи загальної шкільної освіти, у 1911 році португальські робітники отримали право на страйк, було також проведено податкову реформу. Перший республіканський парламент було обрано в травні 1911 року.
Нова конституція гарантувала цивільні права й свободи, а також недоторканність особи. Особлива увага приділялася ліквідації засилля Католицької церкви: було ліквідовано всі релігійні титули, церкву та державу було офіційно розділено в квітні 1911 року, а церковна власність потрапила у світські руки. Години, відведені на релігійну освіту, було урізані більш ніж удвічі, кількість духовних семінарій було скорочено наполовину.
На початку Першої світової війни Португалія була нейтральною державою, але в лютому 1916 року вступила у війну на боці Антанти. 8 грудня 1917 року Сідоніу Паїш установив у країні диктатуру, але правління Паїша завершилося 14 грудня 1918 року його вбивством. Війна загострила фінансові проблеми країни, різко зросла інфляція. У 1919 році відбулася спроба відновлення монархії.
Португальське суспільство, сп'яніле первинною демократизацією та крайньою лібералізацією, незабаром зіткнулося з їх побічними явищами, з якими в силу низки культурно-історичних особливостей було не в змозі впоратися. Революція незабаром переросла у загальну анархію, новими законами нехтували або зловживали чиновницькі кліки. Особливим бичем нової влади, попри те що вона була обрана демократично, стали корупція, казнокрадство і хабарництво народних обранців і всього демократичного уряду. Особливо відзначився фінансовий махінатор Артур Віржиліу Рейш, який у приватному порядку друкував ескудо, але не як фальшивомонетник, а через Португальський Банк. В особливо великих масштабах у корупції засвітився уряд Антоніу Марії да Сілви. До 1926 року португальські демократи остаточно втратили віру народу, особливо селян, які залишалися глибоко релігійними навіть у період церковних гонінь.
До 1926 року португальські демократи остаточно втратили довіру народу, особливо селян на півночі країни, які залишалися глибоко релігійними навіть у період церковних гонінь. Після того, як у 1925 році в країні відбулася найбільша фінансова афера в історії західного капіталізму першої половини XX століття, першу демократію в Португалії було скасовано.
У період першої республіки країна переживала крайню нестабільність — з 1910 по 1926 роки змінилося 44 уряди, сталося 24 повстання, 158 загальних страйків, 17 спроб державного перевороту за участю незадоволених військових. 19 жовтня 1921 року під час так званої Кривавої ночі було вбито прем'єр-міністра Антоніу Гранжу, якого путчисти змусили піти у відставку, та низку інших політиків. З восьми президентів республіки тільки один, Антоніу Жозе де Алмейда, пробув на посаді весь чотирирічний термін. 18-а спроба перевороту призвела до того, що португальські військові захопили владу. Так утворилася Друга португальська республіка 1926—1933 років, а після прийняття нової конституції вона трансформувалася в так звану диктатуру Антоніу ді Олівейри Салазара, що отримала назву Нова держава (1933—1976).